# Inti
Inti (kečuansko sonce) je inkovski sončni bog. Po tradiciji je bil oče prvega inkovskega vladarja, Manqu Qhapaq. Zato so se inkovski vladarji imenovali intip churin, kar v kečuanščini pomeni »sin sonca«.